# Badalischio
Il badalischio è una tipica leggenda della valle del Casentino (Toscana, Provincia di Arezzo).

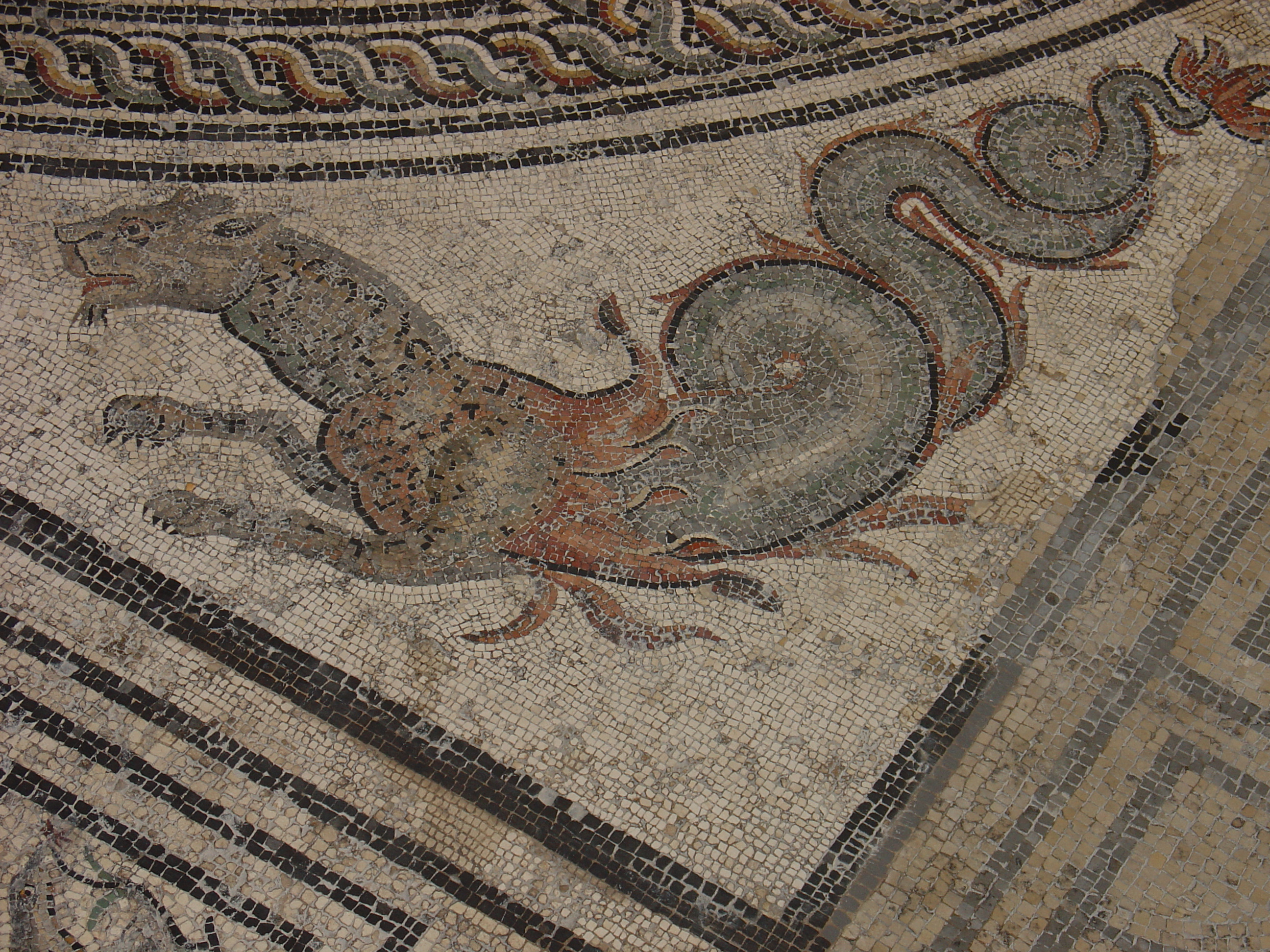
Creatura serpentiforme raffigurata su un mosaico di epoca romana.

## La leggenda
Si racconta che questo mostro (simile al basilisco, altra creatura mitologica) sia nato nella Gorga Nera, un piccolo laghetto in prossimità della Fonte del Borbotto (Parco Nazionale delle Foreste Casentinesi). Uno dei nascondigli del badalischio era il bosco prossimo alla Fornace di Marena, nella località chiamata "Fosso del Diavolo". 
Più o meno il suo aspetto doveva essere il seguente: uno strano serpente, grande come un uomo, avvolto in bende di lino da neonato, con occhi rossi in grado di paralizzare la malcapitata preda. Alcune leggende affermano che l'alito del badalischio sia estremamente velenoso, addirittura mortale. Il badalischio viene spesso raffigurato con una corona od un diadema, che a volte gli copre gli occhi. In altri casi viene descritto con ali cartilaginose e testa di uccello, oppure con l'aspetto di un felino.

## Curiosità
- Il giornale Casentino 2000 ha creato un premio satirico da offrire a certe persone in particolare (un premio simile al Tapiro d'oro di Striscia la notizia), chiamato "Il Badalischio d'Argento".
- La biscia rappresentata sullo stemma dei Visconti di Milano presenta molte somiglianze con il Badalischio, come, ad esempio, il diadema sul capo ed il lungo corpo serpentino.[3]